# Ивами (посёлок)
Ивами (яп. 岩美町 Ивами-тё:) — посёлок в Японии, находящийся в уезде Ивами префектуры Тоттори. Площадь посёлка составляет 122,38 км², население — 11 713 человек (1 августа 2014), плотность населения — 95,71 чел./км².

## Географическое положение
Посёлок расположен на острове Хонсю в префектуре Тоттори региона Тюгоку. С ним граничат город Тоттори и посёлок Синъонсен.

## Население
Население посёлка составляет 11 713 человек (1 августа 2014), а плотность — 95,71 чел./км². Изменение численности населения с 1980 по 2005 годы:
| 1980 | 15 969 чел. |  |
| 1985 | 15 944 чел. |  |
| 1990 | 15 342 чел. |  |
| 1995 | 14 713 чел. |  |
| 2000 | 14 015 чел. |  |
| 2005 | 13 270 чел. |  |

## Символика
Цветком посёлка считается Iris laevigata.